# Kandra
Kandra é uma vila no distrito de Pashchimi Singhbhum, no estado indiano de Jharkhand.

## Geografia
Kandra está localizada a 22° 51′ N, 86° 03′ L. Tem uma altitude média de 226 metros (741 pés).

## Demografia
Segundo o censo de 2001, Kandra tinha uma população de 6815 habitantes. Os indivíduos do sexo masculino constituem 53% da população e os do sexo feminino 47%. Kandra tem uma taxa de literacia de 61%, superior à média nacional de 59,5%: a literacia no sexo masculino é de 72% e no sexo feminino é de 49%. Em Kandra, 13% da população está abaixo dos 6 anos de idade.